# Natura naturata

La Natura naturata (« Nature naturée ») est un concept philosophique utilisé par Baruch Spinoza. Il se situe à l'inverse de la Natura naturans (« Nature naturante »). Le terme latin de naturata est le participe passé du verbe naturare (voix passive), tandis que naturans en est le participe présent (voix active).
André Lalande définit cette opposition en ces termes : « La nature naturante est Dieu, en tant que créateur et principe de toute action ; la nature naturée est l'ensemble des êtres et des lois qu'il a créés. »

## L'Éthiquede Spinoza
Dans l'Éthique, Spinoza écrit : « Je veux expliquer ici ou plutôt faire remarquer ce qu’il faut entendre par Nature naturante et par Nature naturée. [...] Par nature naturante, on doit entendre ce qui est en soi et est conçu par soi, ou bien les attributs de la substance qui expriment une essence éternelle et infinie, c’est-à-dire [...] Dieu, en tant qu’on le considère comme cause libre. J’entends, au contraire, par nature naturée tout ce qui suit de la nécessité de la nature divine, ou de chacun des attributs de Dieu ; en d’autres termes, tous les modes des attributs de Dieu, en tant qu’on les considère comme des choses qui sont en Dieu et ne peuvent être ni être conçues sans Dieu. »
Giuseppe d'Anna indique que la distinction entre Natura naturans et Natura naturata est déjà formulée dans le Court Traité et poursuit : « Nous avons d’un côté la Natura naturans (Dieu et les attributs) constituée par ce qui se conçoit en soi, d’un autre côté, la Natura naturata (les modes infinis et finis), l’ensemble de ce qui est in alio, de ce qui a besoin de la Natura naturans pour être et être compris. On voit dès ce premier passage la mise en avant d’une première forme de transcendance logico-ontologique entre deux plans : celui de l’in se esse et celui de l’in alio esse. Il y a cependant à l’intérieur de la Natura naturata une autre transcendance, une autre verticalité, celle des modes infinis par rapport aux modes finis. »